# Uria brodkorbi
Uria brodkorbi är en utdöd fågel i familjen alkor inom ordningen vadarfåglar. Den beskrevs 1981 utifrån fossila lämningar från miocen funna i Kalifornien, USA.